# Wet bevoegdheden vorderen gegevens
De Wet bevoegdheden vorderen gegevens werd in Nederland in juli 2005 aangenomen. De wet maakt het in bepaalde gevallen mogelijk dat politie en justitie persoonsgegevens van een verdachte vorderen bij bedrijven en instellingen. Het kan dan gaan om zogenaamde identificerende gegevens (naam, adres, geboortedatum en geslacht) maar ook om andere dan identificerende gegevens en om gevoelige gegevens. Ook kan medewerking worden gevorderd aan het ontsleutelen van versleutelde gegevens. Persoonsgegevens betreffende iemands godsdienst of levensovertuiging, ras, politieke gezindheid, gezondheid, seksuele leven of lidmaatschap van een vakvereniging mogen niet worden opgevraagd.
Met name vanuit bibliotheken is er bezwaar tegen deze wet aangetekend, omdat gebruik van staatswege van lezersgegevens (geleende boeken) indruist tegen het in democratieën algemeen erkende principe van onbelemmerde toegang tot informatiebronnen.